# Unity High School
Die Unity High School wurde 1902 gegründet und ist eine unabhängige Schule in Khartum, Sudan.
Sie liegt rund 700 Meter nördlich vom Bahnhof von Khartum.
Die Unterrichtssprache und die Art der Ausbildung ist Englisch und richtet sich an Schüler jeder sozialen und ethnischen Herkunft. Ursprünglich war die Schule nur für Mädchen. Jungen wurden erst im Jahr 1985 zugelassen. Im Jahr 2005 haben sich etwa 750 Studenten neu eingeschrieben. Das Alter der Studenten variiert zurzeit zwischen 4 und 18 Jahren.
Am 25. November 2007 erregte die Schule internationale Aufmerksamkeit, da eine Lehrerin der Schule, Gillian Gibbons, einen als Klassenmaskottchen dienenden Teddybären "Mohammed" getauft hat. Sie wurde wegen Gotteslästerung angeklagt, man forderte hohe Strafen. Ihr drohte die Auspeitschung und Gefängnisstrafe. Am 29. November 2007 wurde sie zu einem "milden" Urteil von 15 Tagen Haft verurteilt.